# Koch Bihar (huyện)
Huyện Koch Bihar là một huyện thuộc bang West Bengal, Ấn Độ. Thủ phủ huyện Koch Bihar đóng ở Koch Bihar. Huyện Koch Bihar có diện tích 3387 ki lô mét vuông. Đến thời điểm năm 2001, huyện Koch Bihar có dân số 2478280 người.